# 沖繩群島
沖繩群島（日语：／ Okinawa shotō；琉球語：／ ）為日本琉球群島中央區域的群島，行政劃屬沖繩縣。
有人將位於沖繩島東方300公里外的大東群島視為沖繩群島的一部份，但因距離遙遠，也有人認為應獨立於琉球群島之外。此外，因為沖繩縣正位於琉球列島上，沖繩群島與琉球列島常被混淆。

## 島嶼與島嶼群
- 沖繩島
  - 瀨底島（屬本部町，以瀨底大橋（日语：沖縄県道172号瀬底健堅線）與沖繩島相接）
  - 宮城島（屬於大宜味村，在沖繩本島北部週邊）
  - 宮城島（屬於宇流麻市，在沖繩本島中部東岸週邊）
  - 奧武島（屬南城市，以橋樑與沖繩島相接）
  - 奧武島（屬名護市，無人島）
  - 屋我地島（屬名護市，以橋樑與沖繩島相接）
  - 古宇利島（屬今歸仁村，以橋樑與沖繩島相接）
  - 伊計島（屬宇流麻市，以橋樑與沖繩島相接）
  - 濱比嘉島（屬宇流麻市，以橋樑與沖繩島相接）
  - 平安座島（屬宇流麻市，以橋樑與沖繩島相接）
  - 藪地島（屬宇流麻市，以橋樑與沖繩島相接）
  - 水納島（屬本部町）
  - 津堅島（屬宇流麻市）
  - 久高島（屬南城市）
- 粟國群島
  - 粟國島（屬粟國村）
  - 渡名喜島（屬渡名喜村）
  - 入砂島（屬渡名喜村）
- 久米島（屬久米島町）
  - 奧武島（屬久米島町）
- 伊江島（屬伊江村）
- 伊平屋島（屬伊平屋村）
  - 野甫島（屬伊平屋村）
- 伊是名島（屬伊是名村）
  - 屋之下島
  - 屋那霸島
  - 具志川島
  - 降神島
- 硫磺鳥島（屬久米島町，無人島）
- 慶良間群島
  - 渡嘉敷島（屬渡嘉敷村）
  - 前島（屬渡嘉敷村）
  - 座間味島（屬座間味村）
  - 阿嘉島（屬座間味村）
  - 慶留間島（屬座間味村）
  - 外地島（屬座間味村，無人島）
  - 奥武島
- 大東群島（亦有部分分類中不將其歸屬於沖繩群島）
  - 南大東島（屬南大東村）
  - 北大東島（屬北大東村）
  - 沖大東島（屬北大東村，無人島）

## 外部連結
- 沖繩旅遊│沖繩琉球│沖繩石垣島‧和昇清風會館  （页面存档备份，存于）
- 沖縄県公式サイト （页面存档备份，存于）